# Американски щъркел
Американският щъркел (Ciconia maguari) е вид птица от семейство Щъркелови (Ciconiidae).

## Разпространение
Видът е разпространен в Аржентина, Боливия, Бразилия, Венецуела, Гвиана, Колумбия, Парагвай, Суринам, Тринидад и Тобаго, Уругвай, Френска Гвиана и Чили.